# リーブニッツ停戦協定
リーブニッツ停戦協定（リーブニッツていせんきょうてい、ドイツ語: Waffenstillstand von Ribnitz）は1762年4月7日に締結された、プロイセン王国とスウェーデンの間の条約。

## 概要
七年戦争中の1757年、スウェーデンはプロイセンに宣戦布告した。
初期の戦闘では成功を収めたが、その後は尻すぼみで大北方戦争で失った領土の奪回に失敗した。
1762年1月にロシア女帝エリザヴェータが死去すると、帝位を継承したピョートル3世がプロイセン王フリードリヒ2世を崇拝していたため、5月5日にサンクトペテルブルク条約で講和した。
戦争の目標が達成したわけではない上に、すでにスウェーデンの財政が破綻しており、さらにロシアがプロイセン側で参戦する脅威もあったため、スウェーデンはプロイセンとの停戦協定に踏み切った。
フリードリヒ2世の妹でスウェーデン王妃のルイーゼ・ウルリーケの仲介により、スウェーデンとプロイセンの間に3か月間の停戦が合意され、5月22日にはハンブルクの和約が締結された。